# Destino (film, 2003)
Pour les articles homonymes, voir Destino.
Pour plus de détails, voir Fiche technique et Distribution.
Destino est un film d'animation franco-américain de Dominique Monféry, issu d'une collaboration inattendue entre Walt Disney et Salvador Dalí. Il fut d'abord ébauché lors de la rencontre entre les deux hommes, qui se vouaient une admiration réciproque, puis repris et achevé bien après la mort de Dalí, en 2003.

## Synopsis
Le court métrage, dont la bande-son ne comprend aucune parole mais seulement une musique de fond, forme un tableau surréaliste dont les transformations sont guidées davantage par des proximités de formes et de couleurs ou des associations symboliques que par une logique narrative. Une jeune femme cherche à retrouver l'être aimé, personnage mi-homme mi-dieu, mi-Chronos mi-joueur de baseball, dans le labyrinthe d'une forteresse imaginaire,. Elle voit et traverse une série de métamorphoses : le visage de son amant fond, elle s'habille d'une robe faite de l'ombre d'une cloche et devient pissenlit, d'une main trouée surgissent des fourmis qui se muent en Français à deux roues, la rencontre de deux profils montés sur tortues engendre une ballerine qui relance la balle d'une étrange partie... De nombreux motifs — montres molles, déserts bordés de montagnes noires, personnages évidés, globes oculaires... — renvoient explicitement à l'univers de Dali,.

## Historique

### Origine du projet
| - Salvador Dali en 1936 - Walt Disney en 1935 |

Le projet naît de la rencontre entre Salvador Dalí et Walt Disney lors d'un dîner à Hollywood. Il devait s'agir d'une animation basée sur une chanson mexicaine d'Armando Dominguez portant le même titre et fortement inspirée de l'univers surréaliste du peintre catalan. Ce court-métrage devait être intégré au film La Boîte à musique. Un scénario et quelques essais d'animation furent réalisés à partir de janvier 1946, mais le projet fut finalement abandonné faute de budget.

### Début de réalisation
Après la sortie de Fantasia 2000, Roy E. Disney décida de relancer le tournage de ce film. Il fut remis en chantier, principalement au studio Walt Disney Animation France de Montreuil, dans la région parisienne.
Enfin finalisé sous la forme d'un court-métrage de 6 minutes, il fut présenté dans différents festivals, et projeté à la soirée d'ouverture du Festival international du film d'animation d'Annecy en 2003. Le film fut projeté lors de l'exposition Il était une fois Walt Disney, aux sources de l'Art des studios Disney qui s'est tenue aux Galeries Nationales du Grand Palais à Paris du 16 septembre 2006 au 15 janvier 2007.

## Anecdotes
Ce film fut le dernier court-métrage du studio Walt Disney Animation France de Montreuil avant sa fermeture.
Les coulisses de la rencontre entre Dali et Disney et l'univers du dessin animé ont été adaptés sous forme d'une bande dessinée appelée "Destino: le voyage surréaliste", publiée en Italie dans le Topolino n°2861 du 28 septembre 2010, puis en France dans Mickey Parade Géant n°367 du 24 octobre 2018 à l'occasion des 90 ans de Mickey. L'histoire est dessinée par Giorgio Cavazzano.